# Linvosges
Linvosges ist ein Unternehmen des Versandhandels für Heimtextilien mit Sitz in Gérardmer, im französischen Département Vosges und in der Region Grand Est.

## Eigenschaften der Produkte
Alle Produkte der Linien Bettwäsche, Tischwäsche und Badtextilien sind nach eigenen Entwürfen gefertigt. Die Farbe der Motive und Färbungen werden zweimal jährlich in den Katalogen präsentiert. Bevorzugte Materialien sind Leinen, Baumwolle, insbesondere Perkal und Flanell. Das Unternehmen unterhält eine besondere Herstellungsfertigkeit, wie sie mit der Jour-Venise Stickerei in der industriellen Fertigung einzigartig in Frankreich ist.
Linvosges bezieht eine Position im Markt, die sich auf eine familienorientierte und heimatverbundene Kundschaft zwischen 40 und 70 Jahren richtet, die eine besondere Qualität der Produkte erwartet. Das Unternehmen rechnet auch auf Kunden mit einem hohen Ansehen, wie der Élysée-Palast, das Hôtel de Lassay, der Senat oder das Hôtel Ritz in Paris, für die es personalisierte Produkte fertigt.

## Geschichte

### Die Anfänge
Im Februar 1923 gründete Charles Prudent das Unternehmen Linge des Vosges, ein Konfektionshaus mit Direktvertrieb und dem Anspruch der Verbreitung in ganz Frankreich. In den ersten Jahren wurden auch eigene Boutiquen in Nizza, Cannes, Vittel und Vichy eröffnet. 1928 wurde der erste Verkaufskatalog gedruckt, 1931 der Markenname Linvosges eingeführt und 1932 mit dem Haustür-Vertrieb begonnen.

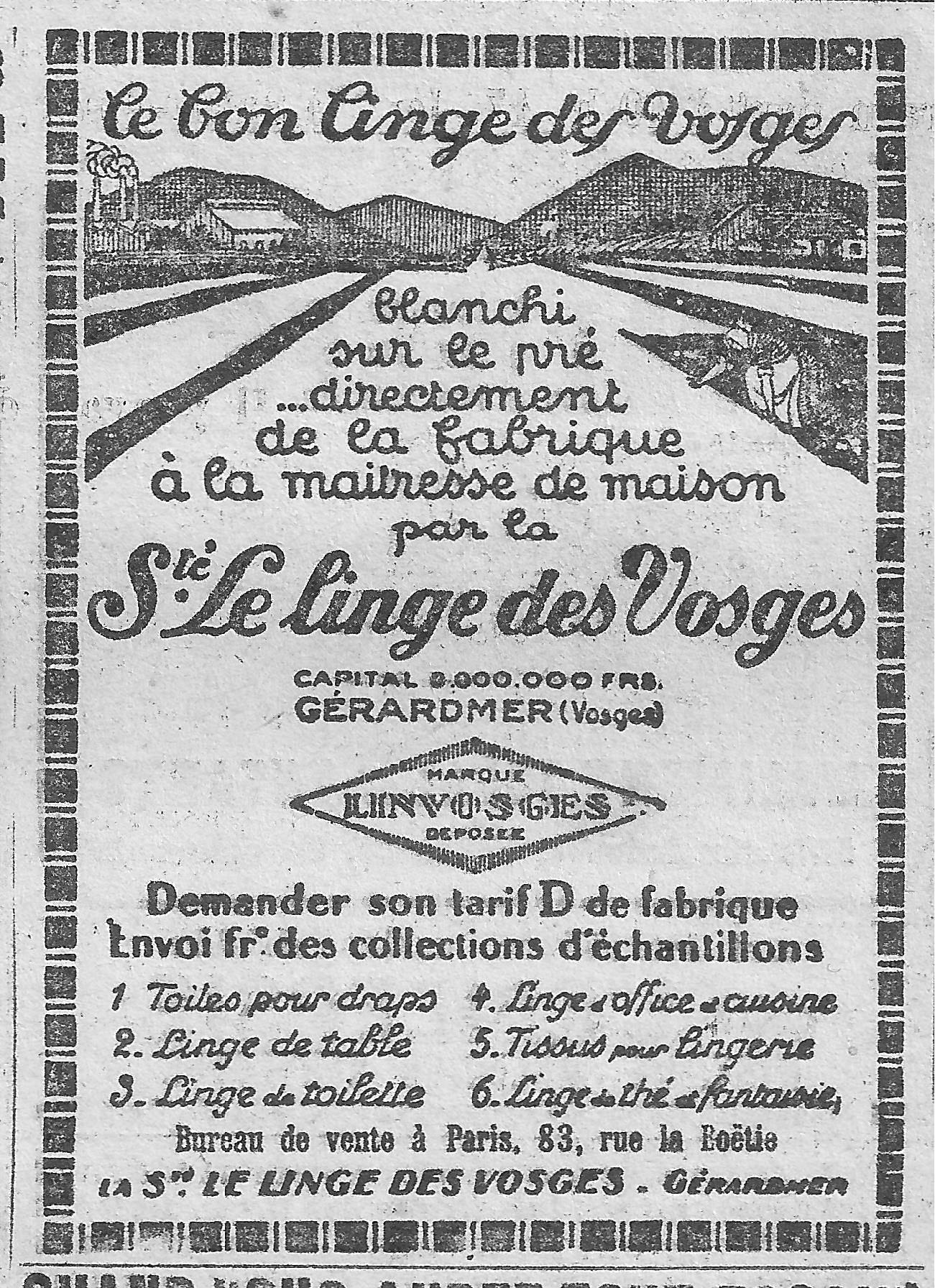
Publicité pour Linvosges (1929).
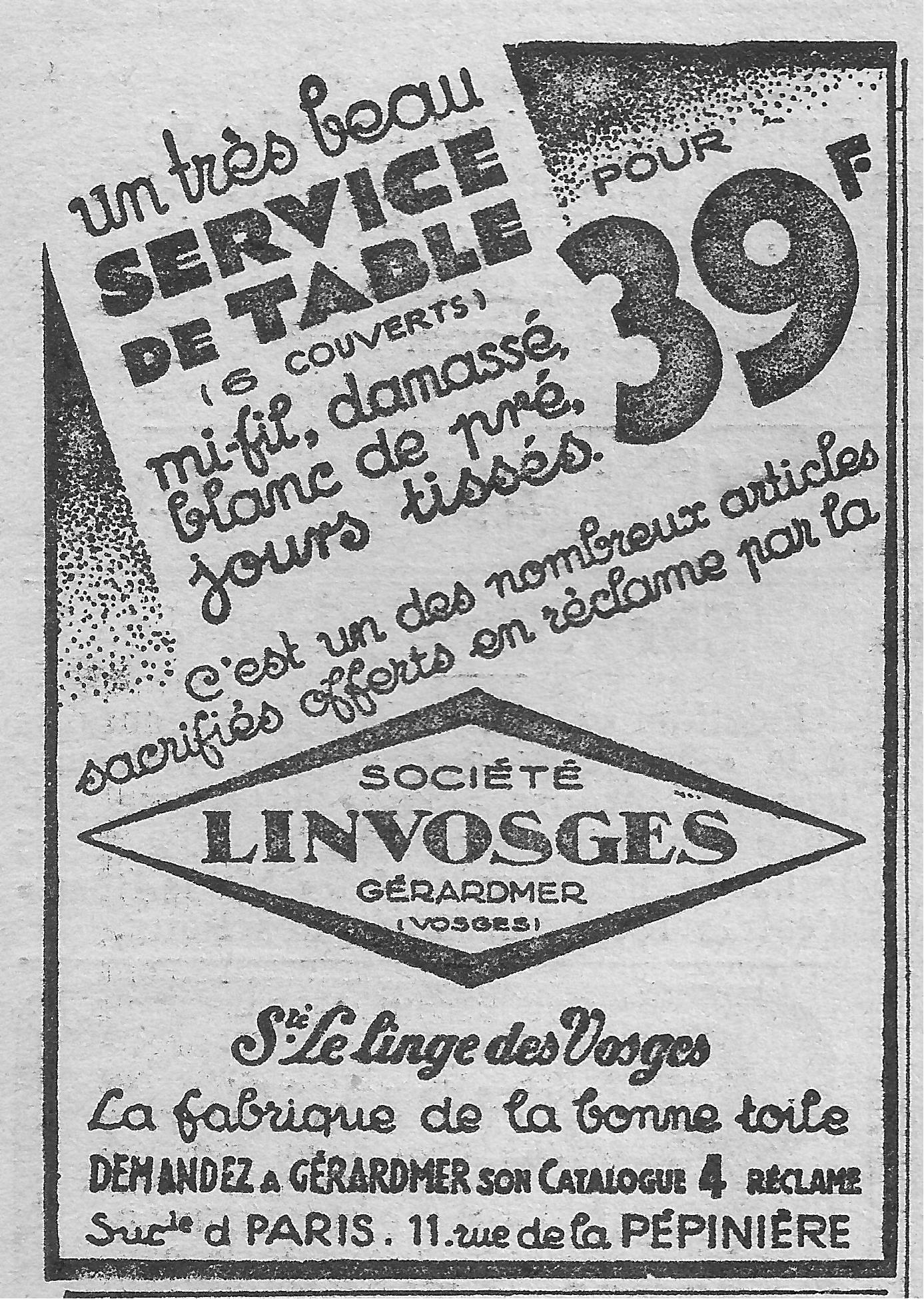
Publicité pour Linvosges (1933).
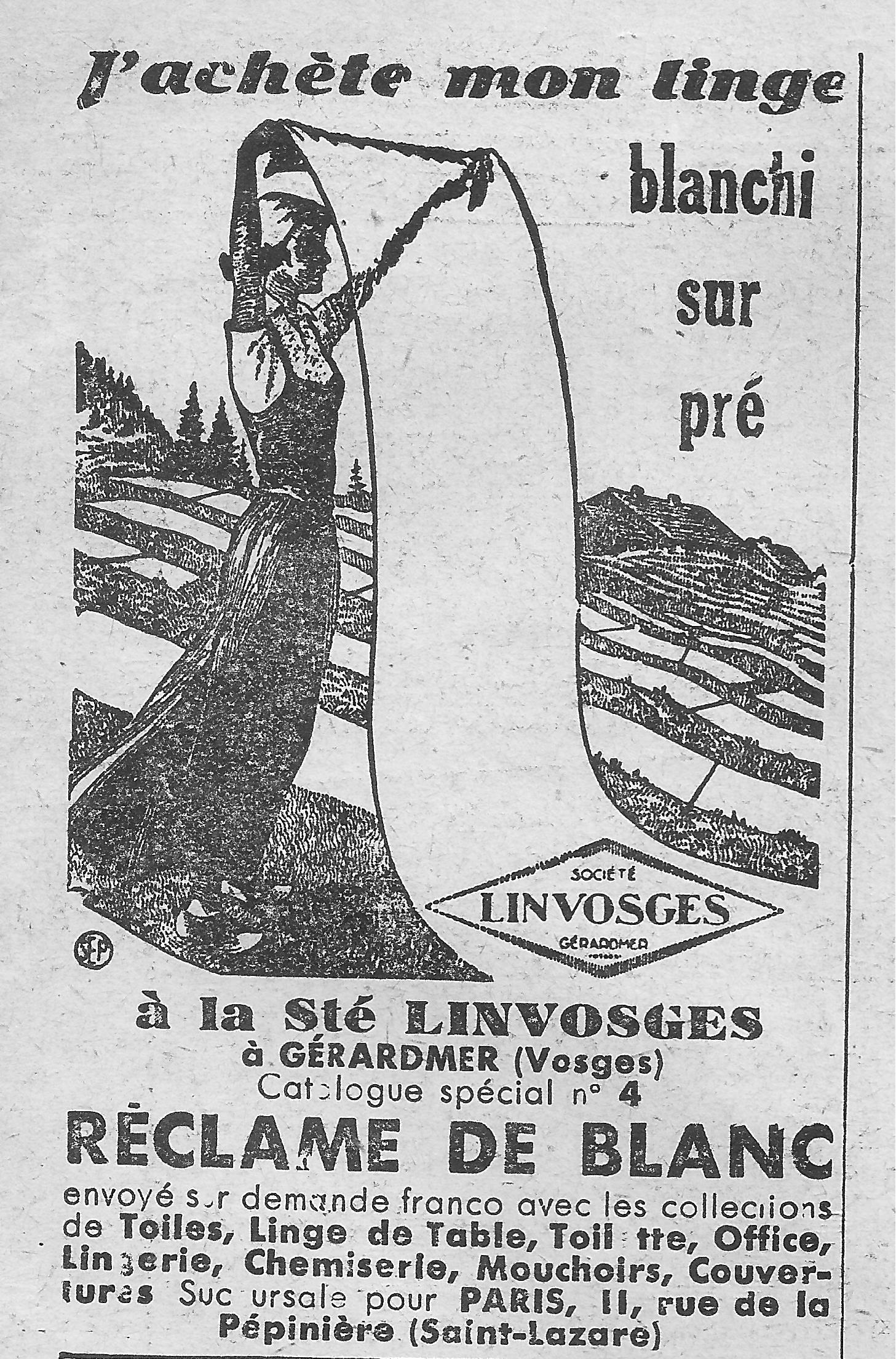
Publicité pour Linvosges (1936).
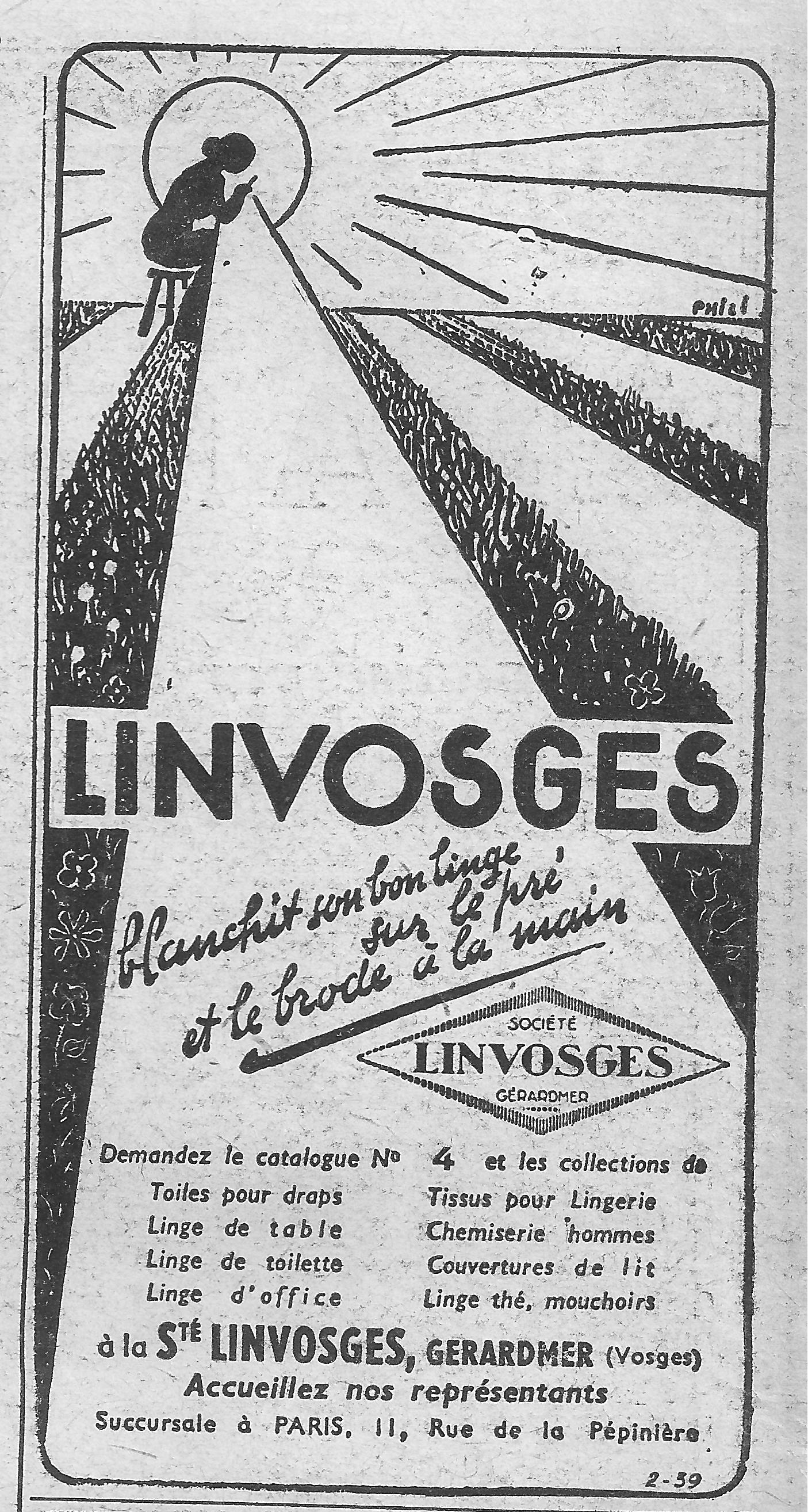
Publicité pour Linvosges (1939).

1944 wurde das Fabrikgebäude in Gérardmer zerstört und die Produktion im Zweitlager in Vichy fortgesetzt. 1950 wurde ein neues Produktionsgebäude in Gérardmer errichtet und wenig später die Herstellung von Textilien für das Hotelgewerbe aufgenommen. 1960 wurde die Weberei La Linière in Gérardmer übernommen und in ein Atelier umgewandelt.

### Die 1970er Jahre
In den 1970er Jahren erprobten die Werke in Gerardmer und Xonrupt-Longemer mit Erfolg eine Verbesserung der Arbeitsbedingungen. 1971 ist Linvosges das erste Unternehmen, das die Gleitzeit sowohl für die 250 gewerblichen, als auch für die 100 kaufmännischen Beschäftigten einführte, während die Aufsplitterung in der Akkordarbeit zurückgeführt wurde zugunsten zusammenhängender Fertigung von A bis Z sowie der Fertigung in kleinen Gruppen.

### Die 1980er Jahre
Ab 1978 erfuhren die Jahresergebnisse durch eine Häufung von Managementfehlern, wie einer Ausweitung der Vertriebswege oder die Aufteilung der Aktivitäten in vier Gesellschaften, die eine Beeinträchtigung der Marke hervorriefen und deren Wirkung auflösten. Im September 1980 ging das Unternehmen in die Insolvenzverwaltung und entließ am 26. September die Hälfte seiner 426 Beschäftigten unter Wegfall seines Produktionszweiges und Verringerung der Verwaltung auf das Mindeste.
Nach einem Aufruf der CGT-FO besetzten die Beschäftigten die drei Produktionsstätten. Sie wurden am 2. Dezember von Polizeikräften evakuiert. Eine gemeinsame Intervention und der Vorschlag der Gruppe Gérard Mulliez aus Roubaix durch das Handelsgericht von St. Dié im November wurde akzeptiert.

### Seit 2000
Nach drei schwierigen Jahren wurde die Geschäftstätigkeit des Unternehmens aus den Vogesen 2002, das noch in die Gruppe Mulliez integriert war, durch Gilles Oudot wiederaufgenommen, unterstützt von der Investitionsgesellschaft und seinerzeitigen Gesellschafterin LMBO. Der Online-Verkauf wurde eingeführt, es erfolgte die Übernahme mehrerer Boutiquen in Frankreich und ein Franchising-Netz im Ausland wurde aufgebaut.
Im April 2007 wurde Linvosges von MK Direct, einer Holding der norwegischen Investmentgesellschaft Alpha Capital, übernommen. Diese hatte ein Jahr zuvor das Management-Buy-Out finanziert, mit dem die Abteilung mit der 1982 eingeführten bretonischen Marke Francoise Saget von Yves Rocher abgespalten worden war. Die beiden Unternehmen aus dem Bereich Heimtextilien wurden verschmolzen
und ergänzten sich: die bretonische Marke Francoise Saget deckte das mittlere Marktsegment ab, Linvosges das obere. Die Leitung der Gruppe mit einem Umsatzvolumen von 130 Millionen Euro übernahm Marie-Francoise Kerhuel als Vorstandsvorsitzende (bis 2021). Die Entwicklung der Marke Linvosges verblieb in Gérardmer, ebenso ein Teil der Fertigung. Eine nationale Kommunikationskampagne wurde eingeleitet, die Produktion auf den Hotelmarkt und noch gezielter auf Privatpersonen sowie den Direktverkauf und Miet-Läden ausgeweitet, so dass diese sich vervielfachte. 2010 wurde die Gruppe von Alpha Private Capital übernommen. Fünf Jahre später erreichte die Gruppe ein Umsatzvolumen von 186 Millionen Euro. 2016 verfügte die Marke über ein Netz von 28 Lagern. Im selben Jahr verkaufte der Hauptgesellschafter Alpha einen Mehrheitsanteil von 55 Prozent an die Private Kapitalgesellschaft Eurazeo PME, die an die Stelle der bisherigen Kreditinstitute, wie die Banque Palatine, die Credit Agricole und die Société Générale, trat und 2019 die Holding in Rosa Gruppe umfirmierte. Nachfolgend wurden 49 Millionen Euro in die Gruppe investiert und die Entwicklung des Online-Verkaufs ausgeweitet.
2017 wurde die 2006 von Anne-Laure Constanza gegründete Marke für Umstandsmoden Envie de Fraise von Francoise Saget übernommen.
General-Direktor der Gruppe war von April 2017 bis 2019 Karl Hoquante. Nachfolger ist der frühere CEO der Kinder- und Unterwäschemarke Petit Bateau, Patrick Pergament.

### Auszeichnungen
Linvosges wurde 2013 als Unternehmen lebendes Kulturerbe (Entreprise du patrimoine vivant) ausgezeichnet.

## Ergebnisse
Nach dem letzten Eigentümerwechsel 2016 wurde die MK Direct Gruppe 2021 in die Rosa Holding überführt, in der seitdem die Jahresrechnungen der drei Unternehmen konsolidiert werden:
- Francoise Saget (100 Prozent),
- Linvosges (99,97 Prozent),
- Envie de Frais (100 Prozent).

Diese Holding ist integriert in die Eurazeo SA, Paris, und weist für das Geschäftsjahr 2022 einen Umsatz von 228 Millionen Euro aus.